# El Carbonal
Es un cantón del municipio de Anamorós, departamento de La Unión, de El Salvador. Está dividido en los siguientes caseríos:
- Los Benítez Medrano
- Los Villatoro
- Los García
- La Jagua
- Los Riveras
- Los Salmerones
- los Villatorcitos
- Espinalito
- Los Hernández
- los Amaya Granados
- los Maltez
- Villatoro Benítez
- los Reyes
- los Maltez

basado en datos de la Alcaldía de Anamoros.
- Datos: Q5821221